# Суворовский (Новосибирская область)
Суворовский — упразднённый посёлок в Барабинском районе Новосибирской области. На момент упразднения входил в состав Устьянцевского сельсовета. Исключен из учётных данных в 1985 году.

## География
Посёлок располагался на северо-западе района, к западу от озера Лопушное, у остановочного пункта 2990 км Западно-Сибирской железной дороги.

## История
Посёлок Суворский был основан в 1908 году.
К 1926 год входил в состав Песчанского сельсовета Барабинского района Барабинского округа Сибирского края.
Решением Новосибирского облисполкома от 12.12.1985 г. № 1177 посёлок исключен из учётных данных в связи с выездом населения.

## Население
По переписи 1926 г. в посёлке проживало 443 человека (212 мужчин и 231 женщина), основное население — русские

## Инфраструктура
В 1926 году состоял из 91 хозяйства. В посёлке располагался маслозавод и школа 1-й ступени.